# Mariano Francisco Saynez Mendoza
Mariano Francisco Saynez Mendoza, né le 20 septembre 1942 à Veracruz et mort le 4 novembre 2020 à Mexico, est un homme politique mexicain. Il est secrétaire de la Marine de 2006 à 2012.